# Mobile device management
Une application de mobile device management (MDM) ou « gestion de terminaux mobiles », est une application permettant la gestion d'une flotte d'appareils mobiles, qu'il s'agisse de tablettes, de smartphones, voire d'ordinateurs hybrides au format tablette ou d'ordinateurs portables. Cette gestion est effectuée au niveau du service informatique de l'organisation (entreprise, association ou collectivité).
L'objectif du MDM est d'harmoniser et de sécuriser la flotte de la société en s'assurant que tous les collaborateurs aient des programmes à jour et que leurs appareils soient correctement sécurisés. Le programme facilite également la propagation de patchs de sécurité ou de nouveaux logiciels pour l'ensemble des collaborateurs.
La MDM gère des tailles et des types de flottes variées allant d'une dizaine de terminaux identiques, jusqu'à des milliers de terminaux tous différents et utilisant différents systèmes d'exploitation.
C'est au début des années 2000 que l'on a vu les solutions de MDM apparaître dans un premier temps pour les PDA, les assistants personnels numériques précurseurs des tablettes numériques.

## Les principales fonctionnalités d'un MDM
- FOTA – Firmware over the air : permet de mettre à jour le système d'exploitation des téléphones et tablettes à distance.
- Monitoring : contrôle les erreurs d'un parc entier de terminaux.
- Possibilité d'accès à distance : le plus souvent utilisée pour dépanner les utilisateurs.
- Gestion d’inventaire : inventaire des terminaux actifs, consultation des communications en temps réel…

## Sécurité
- Sauvegarde et restauration : les comptes utilisateurs et les données associées sont enregistrés sur le serveur de l'entreprise,  ce qui permet de les restaurer en cas de changement de mobile.
- Blocage et effacement à distance, dans le cas de la perte ou du vol de téléphone.
- Installation de logiciels à travers le réseau cellulaire (over the air : OTA)
- Performance et diagnostics : information sur l'état du terminal, à l'aide de différents indicateurs tels que l'état de la batterie, les informations réseaux, la localisation, le nombre d'heures d'utilisation.
- Gestion du roaming : permet d'interdire ou de limiter l’installation d’applications sur des terminaux se trouvant hors d’un territoire géographique donné.

## Différents types de MDM
- MDM monoplateforme : ceux qui n'acceptent qu'un seul système d'exploitation (Microsoft avec son System Center MDM 2008)
- MDM multiplateforme : une approche dite agnostique puisqu'elle ne se limite pas à un système d'exploitation mais permet de gérer des mobiles fonctionnant avec les principaux OS mobiles, parmi lesquels iOS d'Apple, Android, BlackBerry, Windows phone, voire des systèmes plus anciens tels que Windows Mobile, PalmOS ou Symbian. Y figurent notamment des acteurs tels que SOTI[1], Microsoft Intune[2], MDM Mosyle, Mobile Iron, Absolute Software, BlackBerry Entreprise Server 10, Citrix XenMobile, VMWare AirWatch, Telelogos Clyd...